# Liste der Pfarren im Dekanat Matrei in Osttirol
Das Dekanat Matrei in Osttirol ist ein Dekanat der römisch-katholischen Diözese Innsbruck.

## Pfarren mit Kirchengebäuden
| Pfarre                   | Seelsorgeraum      | Patrozinium                    | Kirchengebäude                                                                        | Bild |
| Hopfgarten in Defereggen |                    | Hl. Johannes Nepomuk           | Pfarrkirche Hopfgarten in Defereggen                                                  |      |
| Kals                     |                    | Hl. Rupert                     | Pfarrkirche Kals am Großglockner Filialkirche St. Georg Gedächtniskapelle Unterlesach |      |
| Matrei in Osttirol       |                    | Hl. Alban                      | Pfarrkirche Matrei in Osttirol Kaplaneikirche Huben                                   |      |
| Prägraten                | Virgen – Prägraten | Hl. Andreas                    | Pfarrkirche Prägraten                                                                 |      |
| St. Jakob in Defereggen  |                    | Hl. Jakobus der Ältere         | Pfarrkirche St. Jakob in Defereggen                                                   |      |
| St. Veit in Defereggen   |                    | Hl. Vitus                      | Pfarrkirche St. Veit in Defereggen                                                    |      |
| Virgen                   | Virgen – Prägraten | Hl. Virgilius und Hl. Vigilius | Pfarrkirche Virgen Wallfahrtskirche Obermauern Unsere Liebe Frau Maria Schnee         |      |

## Dekanat Matrei in Osttirol
Das Dekanat umfasst sieben Pfarren und eine Kaplanei.
Siehe auch: Liste der Kirchen, Kapellen und Bildstöcke in Matrei in Osttirol

## Dechanten
- seit 2020 Ferdinand Pittl, Pfarrer in Matrei-Kals-Huben und Prägraten-Virgen[1]